# Hawa Ahmed
Hawa Ahmed (somalo: Xaawo Axmed, in arabo حواء أحمد‎?; 1989) è una modella somala naturalizzata svedese, nota per aver vinto la prima edizione di Sweden's Next Top Model.